# Jan Čuch ze Zásady
Jan Čuch ze Zásady a na Lobkovicích (též Čouch, okolo 1350 – 1410 hrad Navarov) byl český šlechtic a diplomat, v letech 1380 až 1399 zastávající úřady podmaršálka a později dvorského maršálka českého krále a svatoříšského císaře Václava IV. Rovněž vystupoval jako předseda českých zemských sněmů. Byl členem jedné z prvních generací rodu Čuchů ze Zásady.

## Život

### Mládí
Pocházel ze šlechtického rodu odvozujícího svůj původ od vsi Zásadky nedaleko Mnichova Hradiště při řece Jizeře v severních Čechách.

### Kariéra
Posléze žil na svém statku v Lobkovicích. Stal se oblíbeným dvořanem Václava IV. a zahálil společenský vzestup, roku 1380 byl jmenován dvorským maršálkem. U panovníka byl tak oblíbený, že kvůli němu byl Václav ochoten riskovat domácí ozbrojený konflikt. Když se v roce 1384 Čuch přel s pražským arcibiskupem Janem z Jenštejna o stavbu říčního jezu na Labi, nechal král arcibiskupa uvěznit na hradě Karlštejn a s vojskem zaútočil na arcibiskupský majetek, čítající kolem 400 vesnic a statků, a zabavil jej. Během těchto nepokojů, které zachvátily celou zemi, byl poprvé v historii českého válečnictví použit střelný prach.
Poté, co byl Václav po roce 1395 dočasně zbaven moci, skončila i jeho kariéra dvorního maršála. Poté, co byli v roce 1397 za zradu popraveni čtyři Václavovi nejbližší příznivci, na své funkce rezignoval. Roku 1400 prodal svůj statek v Lobkovicích. Roku 1408 získal hrad Navarov nedaleko Železného Brodu se statky Jesenný a Stanový.
V roce 1408 se stal arcibiskupským písařem.

### Úmrtí
Zemřel roku 1410 na hradě Navarov.

### Rodina
Zanechal po sobě syny Petra a Mikuláše. Jeden z jeho bratrů, Jan Ocas, působil v letech 1390 až 1396 jako staroměstský purkmistr.